# Ramilja Munawarowna Burangulowa
Ramilja Munawarowna Burangulowa (russisch Рамиля Мунаваровна Бурангулова, engl. Transkription Ramilya Burangulova; * 11. Juli 1961) ist eine russische Langstreckenläuferin, die sich auf den Marathon spezialisiert hat.
Bei den Leichtathletik-Weltmeisterschaften 1991 in Tokio und bei den Olympischen Sommerspielen 1992 in Barcelona wurde sie jeweils Achte, bei den Weltmeisterschaften 1993 in Stuttgart Vierte.
1996 stellte sie als Vierte beim Nagoya-Marathon ihre Bestzeit von 2:27:58 auf. Im gleichen Jahr siegte sie beim Honolulu-Marathon.
2000 und 2001 gewann sie den Dubai-Marathon, 2003 den Hartford-Marathon mit dem Streckenrekord von 2:33:26, und im darauffolgenden Jahr wurde sie Neunte beim Boston-Marathon.
2004 und 2005 gewann sie den Baltimore-Marathon.
Die Saison 2007 begann für sie mit Siegen beim Miami-Marathon und beim Los-Angeles-Marathon.